# Enteroendokrina celica
Enteroendokrine celice pripadajo DNES sistemu in so povezane s procesom prebave. Razpršene so v epiteliju vzdolž prebavnega trakta in predstavljajo 1 % vseh celic epitelija. Največ jih je v želodcu in tankem črevesu, manjše število pa tudi v spodnjem delu požiralnika, debelem črevesu ter žolčnih in pankreatičnih izvodilih. Te celice se skupaj z epitelijskimi celicami, enterociti, Panethovimi celicami in čašicami razvijejo iz skupne totipotentne celice.

## Morfološke značilnosti
Enteroendokrine celice so majhne in imajo bledo citoplazmo. Ležijo v stiku z bazalno membrano in mnoge celice niso v neposrednem stiku s svetlono (lumnom) prebavnega trakta. V citoplazmi so prisotna tudi nevrosekrecijska zrnca, katerih velikost, število in oblika je odvisna od vrste produkta (hormona).
S standardnim HE barvanjem (hematoksilin in eozin) je celice težko razločevati, zato se jih barva drugimi reagenti, npr. s srebrovimi solmi; glede na slednje jih lahko poimenujemo kot argirofilne (vežejo srebro (Ag) po redukciji z drugo snovjo) in argentofilne celice (reducirajo in vežejo srebro iz srebrovih soli). Starejši izraz enterokromafine celice se nanaša na reakcijo kalijevim dikromatom (K2Cr2O7), pri čemer nastane rjavi pigment.

## Tipi enteroendokrini celic
Število odkritih hormonov, ki jih izločajo enteroendokrine celice, je 20, verjetno pa nekatere celice simultano izločajo dva ali več hormonov.
| Tip celice | Nahajališče                        | Izločen hormon                        |
| ---------- | ---------------------------------- | ------------------------------------- |
| A          | želodec, tanko črevo               | glukagon                              |
| D          | želodec, tanko črevo, debelo črevo | somatostatin                          |
| EC         | želodec, tanko črevo, debelo črevo | serotonin, substanca P                |
| ECL        | želodec                            | histamin                              |
| G          | želodec, tanko črevo,              | gastrin                               |
| GL         | želodec, tanko črevo, debelo črevo | glicentin                             |
| I          | tanko črevo                        | holecistokinin                        |
| K          | tanko črevo                        | želodčni inhibitorni polipeptid (GIP) |
| Mo         | tanko črevo                        | motilin                               |
| N          | tanko črevo                        | nevrotenzin                           |
| PP         | želodec, tanko črevo               | pankreatični polipeptid               |